# 夫のカノジョ
『夫のカノジョ』（おっとのカノジョ、Husband's lover ）は、垣谷美雨による日本の小説。2013年10月に川口春奈と鈴木砂羽主演でテレビドラマ化。
2011年に『夫の彼女』のタイトルで、双葉社より書き下ろしで刊行。2013年10月に双葉文庫より文庫化されるのに際して改題された。
「もしも夫の不倫を疑っていた主婦と、その相手のOLが入れ替わったら」というif小説。OLの抱えていた孤独、夫のことを何も分かっていなかった主婦の現実が描かれ、やがて周りを巻き込んでそれぞれの環境が大きく変わっていく。

## あらすじ
39歳の主婦・小松原菱子は、真面目で面白みはないが、根は優しいと信じていた夫が部下の女性と浮気しているのではと疑いを持つ。そして夫を尾行すると、若い女とマンションへ入っていくのを目撃。相手の女・星見と対面し、夫と別れるようにと求めるが話し合いは口論に発展してしまう。するとそこに、真っ赤なロングドレスに身を包み、薄汚れた顔をした老婆が現れ、「互いの気持ちが芯まで分かったら元に戻る」と、菱子と星見の身体を入れ替えて消えてしまう。探せど探せど老婆は見つからず、2人は互いの仕事や家庭のことを考え、戻る方法が見つかるまでそれぞれの姿でそれぞれの生活を維持していこうと約束する。しかし菱子は新人研修の打ち合わせで、星見はPTAで一騒ぎを起こしてしまうことに。
果たして2人は元に戻ることが出来るのか。そして菱子と夫の関係はどうなるのか。

## 登場人物

### 主要人物
小松原 菱子（こまつばら ひしこ）
主婦。39歳。趣味はパン作りで、雑誌のコンクールで優勝したことがあるほどの腕前で、子どもたちの「おふくろの味」は菱子の手作りパンである。短大時代に教職資格を取っており、現在は12時から17時まで学童クラブの指導員のパートをしている。
パソコンの閲覧履歴に『星見のひとりごと』というブログを見つけてしまい、その内容から夫の浮気を確信する。
山岸 星見（やまぎし ほしみ）
麦太郎の部下の派遣社員。20歳。服装と態度で、いつ、どこにいても悪目立ちしてしまう。言葉遣いは乱暴で、語尾に「〜じゃね。」と付ける癖がある。幼い頃に父が事故死してから、母が人が変わったようになってしまい、母が男性の元へ行ってしまう度に、わずかばかりの金と知り合いが万引きしたもので1人で食いつないでいた。

### 小松原家
小松原 麦太郎（こまつばら むぎたろう）
菱子の夫。42歳。大東亜製粉営業部パスタ課の課長。長身痩躯で高校時代にはバスケで国体出場した。名前は「踏まれても踏まれても強くなれ」と父がつけたもの。優しく、面倒見のよく、かつしたたかな性格でもある。星見からは「ムギ」と呼ばれている。
小松原 実花
小松原夫妻の長女。中学3年生。高校に進学した、部活の先輩・三上に恋心を寄せており、金を貸している。（菱子と入れ替わった）星見からは「実花たん」と呼ばれている。
小松原 真人
小松原夫妻の長男。小学5年生。

### 大東亜製粉
石黒 靖（いしぐろ やすし）
営業部派遣社員。26歳。父親は国会議員で、兄も姉もエリートコースを歩んでいる。しかし本人は一家の出来損ないで二浪の末に私大に入るも中退。自転車で世界を回る旅に出るも就職先が見つからずに派遣登録をして今日に至っている。麦太郎の部下になって仕事への向上心を見せている。メキシコでコックの経験があり料理が得意。
吉田 茉莉子
営業部社員。星見の向かい側のデスク。36歳くらい。
清水 香織
営業部派遣社員。25歳。
久米
営業部部長。社長の甥。30代。
結城 ユリ
仕入れ部部長。麦太郎の同期。自惚れが強い性格。

### その他
小山田 千砂
菱子の幼なじみ。高校卒業後、地元の信用金庫に就職した。機械メーカー勤務の男性と結婚したが、彼の浮気が原因で慰謝料ももらわずに離婚した。現在はヘルパーをしているが、生活は困窮しており、離婚したことを後悔している。
矢島
真人のクラスメイト・芙由美の母親。気弱な性格で、PTA会合で啖呵を切った（菱子と入れ替わった）星見に憧れる。芙由美がいじめられているのではないかと心配している。
小松原 容子
麦太郎の母親。麦太郎一家のマンションから徒歩10分ほどのところに住んでいる。夫と駅前商店街で履物屋を営んでいる。菱子に、家を取り替えないかと持ちかける。
山岸 史子（やまぎし ふみこ）
星見の母親。39歳。22歳の時に夫が事故死して以来、星見と2人暮らし。その後は星見を支えるために無理をして働いていたが、体を壊したのをきっかけに仕事をやめ、星見にたびたび金を無心するようになる。
奥沢 亜希（おくざわ あき）
学童クラブ職員。スタイルのよい美人。
三上 航太郎
実花の彼氏。高校生。両親は「スーパー三上」を経営しているが、実際は仕事の手伝いもせず、嘘をついてまで実花から金を取っている。
桜木 さやか
実花の担任。26歳。
山岸 山住見（やまぎし やすみ）
星見の父方の祖母。新潟県在住。
謎の老婆
真っ赤な薄汚れたロングドレスを着て九州地方の方言でまくし立てる。女の争いを嫌い「物事は相手の立場に立って考えろ」と赤いショールを振って二人を入れ替えてしまう。神と話すことができる。過去に何かあったようで正妻が好きではないらしい。

## テレビドラマ
TBS系列の「木曜ドラマ9」枠で2013年10月24日から12月12日まで毎週木曜21:00 - 21:54（JST）に放送された日本のテレビドラマ。主演は川口春奈と鈴木砂羽。

### キャスト
登場人物の詳細は原作部分を参照。本項目は簡単な続柄を記載する。

#### 主要人物（テレビドラマ）
山岸 星見（やまぎし ほしみ）〈20〉 （心と中身は39歳の菱子）
演 - 川口春奈（少女期：石井心愛） / 鈴木砂羽（入れ替え後と心の声）
大東製粉営業部派遣社員。
小松原 菱子（こまつばら ひしこ）〈39〉 （心と中身は20歳の星見）
演 - 鈴木砂羽 / 川口春奈（入れ替え後と心の声）
麦太郎の妻。専業主婦。

#### 小松原家（テレビドラマ）
小松原 麦太郎（こまつばら むぎたろう） 
演 - 田辺誠一
菱子の夫。大東製粉営業部課長。
小松原 真人（こまつばら まさと） 
演 - 鈴木福
菱子・麦太郎の息子。玉狛市立第二小学校3年1組。
小松原 実花（こまつばら みか） 
演 - 大友花恋
菱子・麦太郎の娘。玉狛市立第四中学校3年生。

#### 大東製粉営業部
石黒 靖（いしぐろ やすし） 
演 - 古川雄輝
社員。麦太郎の部下。
吉田 茉莉子
演 - 李千鶴
社員。
清水 香織
演 - 住吉真理子
社員。茉莉子の部下。
久米 圭祐
演 - 柳沢慎吾
部長→お客様相談室室長。麦太郎の上司。

#### 第二小学校PTA役員
相川 千代乃
演 - 山村紅葉
PTA会長。楓・佑生の母親。
相川 佑生
演 - 篠田涼也
千代乃の息子。真人の同級生。
中村 みどり
演 - 阿南敦子
PTA副会長。千代乃が主催するPTA役員のランチ会に出席する。
中村 ひなの
演 - 岩崎百合
みどりの娘。

#### その他（テレビドラマ）
山岸 史子（やまぎし ふみこ） 
演 - 片平なぎさ
星見の母親。パティスリーフミコ会長。ある理由から娘と疎遠になっている。
冨塚
演 - 立花伸一
史子の秘書。
謎の女 
演 - 渡辺えり
魔女。星見と菱子に魔法をかける。

#### ゲスト

##### 第1話
田代 由紀弥（たしろ ゆきや）
演 - 内浦純一（第7話 - 最終話）
玉狛市立第二小学校3年1組担任。
山下 善光（やました よしみつ）
演 - 小田桐一（第7話 - 最終話）
玉狛市立第二小学校教頭。
警備員
演 - 薄井伸一
玉狛市立第二小学校の警備員。星見の体で学校内に入った菱子が「真人の母親」と言ったので、怪しいと思い、学校から追い出してしまう。

##### 第2話
杉下 鉄男
演 - 石倉三郎
大東製粉開発部部長。
桑原 隆行
演 - 山口竜央
杉下の部下。

##### 第5話
久米 愛（くめ まなみ）
演 - 松本じゅん
圭祐の妻。実家は肉屋を営む。

##### 第6話
翔平
演 - 山根和馬
翼
演 - 酒井貴浩
健太
演 - 竜二
上記3名は両親のデートを尾行していた真人に因縁をかける不良グループ。

##### 第7話 - 最終話
間宮 由香里
演 - 高岡早紀
夫は教育委員でさくらの母親。
立花 勝
演 - 橋本じゅん
大東製粉経営企画室→営業部部長。麦太郎の同期入社。
間宮 さくら
演 - 原菜乃華
真人のクラスに転校してきた女の子。

### スタッフ
- 原作：垣谷美雨『夫のカノジョ』（双葉文庫）
- 脚本：江頭美智留、横田理恵
- 音楽：山下康介
- 演出：二宮崇、三木康一郎、塚本連平
- 主題歌：Serena「CHANGE!!」（アリオラジャパン[2][3]）[4]
- 脚本協力：赤澤ムック
- 演出補：桑島憲司、牧野将、亀原宏誠、松本明寿
- 音楽コーディネーター：溝口大悟、久世烈
- 選曲：長澤佑樹（ヴェントゥオノ）
- タイトルバック：熊本直樹、阪本親則
- ヴィジュアルエフェクト：泉谷修、岡有美（日本エフェクトセンター）
- フードコーディネイター：里見陽子
- 編成：加藤新
- 技術協力：ビデオスタッフ
- 美術協力：アックス
- 照明協力：ザ・ホライズン
- プロデューサー：井上竜太（ホリプロ）
- ラインプロデューサー：稲葉有也、木口洋介
- プロデューサー補：佐藤めぐみ、田中咲紀
- 製作：ホリプロ、TBS

### 放送日程
| 放送回                                                     | 放送日          | サブタイトル                                          | 脚本       | 演出       | 視聴率 |
| ---------------------------------------------------------- | --------------- | ----------------------------------------------------- | ---------- | ---------- | ------ |
| 第1話                                                      | 2013年 10月24日 | 主婦とOLが入れ替わる!? “2人のママ”が家族を救う!!      | 江頭美智留 | 二宮崇     | 4.7%   |
| 第2話                                                      | 10月31日        | ママが再発見…やっぱり家族が好きっ!                    | 江頭美智留 | 二宮崇     | 4.8%   |
| 第3話                                                      | 11月7日         | 親子ハイキング危機一髪                                | 横田理恵   | 三木康一郎 | 3.7%   |
| 第4話                                                      | 11月14日        | すべてバラします!!〜今夜前半クライマックス            | 江頭美智留 | 三木康一郎 | 3.1%   |
| 第5話                                                      | 11月21日        | 親子愛を描く新章スタート! ママは、愛してるよ          | 横田理恵   | 二宮崇     | 3.0%   |
| 第6話                                                      | 11月28日        | その人は私じゃない!…パパと入れ替わったママの初デート  | 江頭美智留 | 塚本連平   | 3.6%   |
| 第7話                                                      | 12月5日         | 転校生ママが爆弾発言! パパ危うし! 新営業部長の悪巧み! | 横田理恵   | 二宮崇     | 4.5%   |
| 最終話                                                     | 12月12日        | 遂に最終回! 衝撃過ぎる! なんで今カラダが戻っちゃうの! | 江頭美智留 | 三木康一郎 | 3.3%   |
| 平均視聴率 3.87%（視聴率は関東地区・ビデオリサーチ社調べ） |                 |                                                       |            |            |        |

### 放送の打ち切り問題について
上表の通り、この作品は初回から最初の2回は4%台、さらに第3回以後になると3%台に低迷し、第4回に至っては2000年代以降にテレビ東京系を除いたプライムタイム（19時 - 22時台）に放送された連続ドラマにおいて、『メッセージ〜言葉が裏切っていく〜』（2003年1月期、読売テレビ）の第6回、『ライオン先生』（2003年10月期、同上）の最終回、『家族のうた』（2012年4月期、フジテレビ）の第4回と並ぶ平均視聴率3.1%、その次の第5回ではそれを0.1%下回り、3.0%とそれらをも下回る低視聴率にあえいでいた。
このことから、12月12日放送での終了を、一部の報道では予定回数を短縮しての「打ち切り」ではないかとする報道がなされていた。これに関してTBS側は当初は予定通りの終了としていたが、11月27日に行ったTBSテレビの定例記者会見で編成局は一転して打ち切りを認め、当初の9回放送（この場合だと最終回は12月19日）から1回減らしての打ち切りを認めた。
折しも裏番組のテレビ朝日『ドクターX〜外科医・大門未知子〜』が高視聴率をキープしており、TBSは「大変厳しい数字」であることを認め「なぜこのタイミングでこのドラマを放送してしまったのか、若い層を想定したドラマが結果的に外れた」とする認識を示し石原俊爾（TBSテレビ社長）も「視聴者の声を真摯に受け止めること」と説明している。
打ち切りが伝えられた時、主演の川口春奈は「私の力不足ですみません」と、涙をこぼしたという。
2023年1月期の『スタンドUPスタート』（フジテレビ）が3.3%を記録するまで、長らく本作が2000年代以降にテレビ東京系を除いたプライムタイムに放送された連続ドラマの平均視聴率のワースト記録であった。